# Nebeninstrument
Als Nebeninstrument werden in der Orchestermusik jene Instrumente bezeichnet, 
die Orchestermusiker neben ihrem Hauptinstrument spielen. Das Hauptinstrument ist dabei das Instrument, das ein Musiker überwiegend im Orchester spielt, die anderen Instrumente sind seine Nebeninstrumente.
Meistens sind die Nebeninstrumente andere Vertreter der gleichen Instrumentenfamilie.
Meistens sind in einem Orchester bestimmte Musiker einer Instrumentengruppe vertraglich zum Spiel bestimmter Nebeninstrumente verpflichtet: So kann etwa der 2. Klarinettist auch für die Es-Klarinette und der 3. Klarinettist für die Bassklarinette zuständig sein. Ebenso wird die Piccoloflöte von einem Flötisten gespielt und das Englischhorn von einem Oboisten. Umgekehrt kann auch für einen Musiker die Piccoloflöte oder das Englischhorn das Hauptinstrument mit dem Nebeninstrument Querflöte bzw. Oboe sein.
Übliche Nebeninstrumente sind:
- Querflöte: Piccoloflöte, Altflöte
- Oboe: Oboe d’amore, Englischhorn, Heckelphon
- Klarinette: Es-Klarinette, Bassetthorn, Bassklarinette
- Fagott: Kontrafagott
- Horn: Wagnertuba
- Trompete: Flügelhorn, Kornett, Piccolotrompete
- Posaune: Basstrompete, Bassposaune, Altposaune, Tuba, Tenorhorn
- Pauken: Schlagzeug, Drumset

Auch in der Big Band gibt es Musiker, die Nebeninstrumente spielen. Üblich sind:
- Saxophon: Querflöte, Klarinette, Bassklarinette
- Trompete: Flügelhorn, Kornett
- Klavier: Hammondorgel, Keyboard
- Kontrabass: E-Bass

Bei der sackpfeifenorientierten Variante der Musik der Mittelalterszene ist der Gebrauch von Nebeninstrumenten verbreitet:
- Marktsackpfeife: andere Sackpfeifen, Schalmei, Rauschpfeife, Blockflöte
- Davul: Darbuka

In der Rock- und Popmusik gehört zur E-Gitarre als Nebeninstrument die akustische Gitarre, zum Schlagzeug diverse nicht in das Schlagzeug integrierte Trommeln und Perkussionsinstrumente.

## Einzelquellen
1. ↑  Tarifvertrag für die Musiker in Kulturorchestern vom 31. Oktober 2009 (TVK), § 20